# Polystichum melanostipes
Polystichum melanostipes är en träjonväxtart som beskrevs av Ren-Chang Ching och H. S. Kung. Polystichum melanostipes ingår i släktet Polystichum och familjen Dryopteridaceae. Inga underarter finns listade.